# Коппер-Каньйон (Техас)
Коппер-Каньйон (англ. Copper Canyon) — місто (англ. town) в США, в окрузі Дентон штату Техас. Населення — 1731 особа (2020).

## Географія
Коппер-Каньйон розташований за координатами 33°5′48″ пн. ш. 97°5′50″ зх. д. / 33.09667° пн. ш. 97.09722° зх. д. (33.096676, -97.097127).  За даними Бюро перепису населення США в 2010 році місто мало площу 11,77 км², з яких 11,70 км² — суходіл та 0,07 км² — водойми.

## Демографія
Згідно з переписом 2010 року, у місті мешкали 1334 особи в 464 домогосподарствах у складі 402 родин. Густота населення становила 113 осіб/км².  Було 488 помешкань (41/км²).
Расовий склад населення:
| - 93,3 % — білих - 2,0 % — чорних або афроамериканців - 1,7 % — азіатів - 1,4 % — корінних американців - 0,1 % — вихідців з тихоокеанських островів |

До двох чи більше рас належало 0,8 %. Частка іспаномовних становила 4,6 % від усіх жителів.
За віковим діапазоном населення розподілялося таким чином: 22,1 % — особи молодші 18 років, 65,4 % — особи у віці 18—64 років, 12,5 % — особи у віці 65 років та старші. Медіана віку мешканця становила 47,0 року. На 100 осіб жіночої статі у місті припадало 104,6 чоловіків;  на 100 жінок у віці від 18 років та старших — 100,2 чоловіків також старших 18 років.
Середній дохід на одне домашнє господарство  становив 143 629 доларів США (медіана — 133 750), а середній дохід на одну сім'ю — 154 514 долари (медіана — 142 188). Медіана доходів становила 101 250 доларів для чоловіків та 61 875 доларів для жінок. За межею бідності перебувало 2,0 % осіб, у тому числі 0,0 % дітей у віці до 18 років та 1,7 % осіб у віці 65 років та старших.
Цивільне працевлаштоване населення становило 590 осіб. Основні галузі зайнятості: науковці, спеціалісти, менеджери — 22,5 %, освіта, охорона здоров'я та соціальна допомога — 16,3 %, виробництво — 10,2 %, роздрібна торгівля — 8,3 %.